# Funzione beta di Dirichlet

La funzione beta di Dirichlet

In matematica la funzione beta di Dirichlet, nota anche come funzione beta di Catalan, è una funzione speciale strettamente collegata alla funzione zeta di Riemann. È una particolare L-funzione di Dirichlet, la L-funzione per il carattere alternato di periodo quattro.

## Definizione
La funzione beta di Dirichlet è definita come
{\displaystyle \beta (s)=\sum _{n=0}^{\infty }{\frac {(-1)^{n}}{(2n+1)^{s}}},}
o anche
{\displaystyle \beta (s)={\frac {1}{\Gamma (s)}}\int _{0}^{\infty }{\frac {x^{s-1}e^{-x}}{1+e^{-2x}}}\,dx.}
In entrambe le definizioni si assume che Re(s)>0.
È anche possibile definirla in termini della funzione zeta di Hurwitz valida nell'intero piano complesso s:
{\displaystyle \beta (s)=4^{-s}\left(\zeta (s,{{1} \over {4}})-\zeta (s,{{3} \over {4}})\right)}.

## Equazione funzionale
L'equazione funzionale estende la funzione beta al lato sinistro del piano complesso, cioè quello con Re(s)<0. È definita come
{\displaystyle \beta (s)=\left({\frac {\pi }{2}}\right)^{s-1}\Gamma (1-s)\cos {\frac {\pi s}{2}}\,\beta (1-s)}
dove Γ(s) è la funzione Gamma.

## Valori speciali
Alcuni valori notevoli della funzione beta di Dirichlet sono:
{\displaystyle \beta (0)={\frac {1}{2}}},
{\displaystyle \beta (1)\;=\;\tan ^{-1}(1)\;=\;{\frac {\pi }{4}}},
{\displaystyle \beta (2)\;=\;K},
dove K è la costante di Catalan, e
{\displaystyle \beta (3)\;=\;{\frac {\pi ^{3}}{32}}}.
{\displaystyle \beta (5)\;=\;{\frac {5\pi ^{5}}{1536}}}
{\displaystyle \beta (7)\;=\;{\frac {61\pi ^{7}}{184320}}}
Più in generale, per ogni intero positivo k:
{\displaystyle \beta (2k+1)={{{({-1})^{k}}{E_{2n}}} \over {2(2k!)}}({1 \over 2}{\pi })^{2k+1}},
dove {\displaystyle \!\ E_{n}} sono i numeri di Eulero. Per interi k ≤ 0, questa si estende in:
{\displaystyle \beta (k)={{E_{k}} \over {2}}}.
quindi la funzione si azzera per tutti i valori integrali negativi dispari dell'argomento.